# Neil Abercrombie
Neil Abercrombie (Buffalo, 26 luglio 1938) è un politico statunitense, membro del Partito Democratico ed ex-Rappresentante dello stato delle Hawaii, Governatore delle Hawaii dal 2010 al 2014.
È stato inoltre membro del Congressional Progressive Caucus dal 2002 al 2010; all'interno del Congresso è stato tra i 133 Rappresentanti che hanno votato contro l'invasione dell'Iraq del 2003.
Ha origini tedesche, inglesi e irlandesi.

## Biografia
Nato a Buffalo, nello Stato di New York, da Vera June e Donald Abercrombie, crebbe in questa città, distinguendosi a scuola per i brillanti risultati: fece le scuole superiori presso la Williamsville South High School; proseguì quindi gli studi presso l'Union College di Schenectady, sempre nello Stato di New York. Poi si trasferì a Honolulu, nelle Isole Hawaii, per studiare presso l'Università delle Hawaii - Mānoa; lì ottenne il suo dottorato in Filosofia nel 1974. Fu amico dell'antropologa Ann Dunham e di Barack Obama, Sr., genitori del 44º Presidente degli Stati Uniti Barack Obama, che conobbe quando era ancora bambino.
Nel 1970 scese in politica nelle file dei Democratici, prendendo parte alle elezioni per il Senato senza successo. Concorse quindi nel 1975 e nel 1979 per un posto alla Camera dei Rappresentanti, fallendo nuovamente. Decise quindi di candidarsi per il Senato delle Hawaii, riuscendo questa volta ad essere eletto nel 1980; riuscì a concludere felicemente il suo mandato nel 1986.
In seguito all'abbandono della poltrona da parte del popolare Cecil Heftel, anch'egli democratico, il 20 settembre 1986 Abercrombie divenne rappresentante del 1º distretto congressuale delle Hawaii presso la Camera dei Rappresentanti. Perse però la rielezione e il 3 gennaio 1987 gli succedette la repubblicana Pat Saiki, che rimase in carica sino al 1991, anno del suo ritorno.
Nel 2010 ha abbandonato il seggio alla Camera per candidarsi a Governatore delle Hawaii ed ha in seguito vinto le elezioni.